# Штеттен (Бодензее)
Штеттен (нем. Stetten) — община в Германии, в земле Баден-Вюртемберг.
Подчиняется административному округу Тюбинген. Входит в состав района Боденское озеро. Население составляет 987 человек (на 31 декабря 2010 года). Занимает площадь 4,30 км².